# (73053) 2002 EX133
(73053) 2002 EX133 – planetoida z pasa głównego asteroid okrążająca Słońce w ciągu 3,64 lat w średniej odległości 2,36 j.a. Odkryta 13 marca 2002 roku.